# Jinx
Jinx je hrvatski pop sastav iz Zagreba osnovan 1993. godine.

## Povijest
Sastav je osnovao gitarist Coco Mosquito, koji je u svojemu demostudiju okupljao razne glazbenike. Tako je i upoznao izvođače koji su formirali prvu postavu Jinxa, među ostalim i pjevačicu Yayu. Karijeru su započeli pod imenom "High Jinx", koje je proizašlo iz njihova nastupa u popularnome zagrebačkom klubu Saloonu. Kasnije je izbačen prefiks "High" jer su ih obožavatelji već na prvim nastupima prozvali Jinxima pa je i sastav prihvatio to ime. Prvi album "Sextasy" izdan je na engleskome jeziku. Berko i Samir 1996. godine pridružili su se sastavu na bubnjevima i bas-gitari. Godine 1997. Jinxi su potpisali svoj prvi ugovor s Aquarius Recordsom i izdali svoj drugi album zvan "Second Hand" (s prvom uspješnicom Smijem se). Treći album "Pompei – Ljetna Ploča Katastrofe", izdan 1999., donio je mnoge i danas poznate hitove, kao što su Bye Bye Baby Bye i Koliko suza za malo sna. Godine 2001. izdaju vrlo uspješan album "Avantura počinje" s njihovim najpopularnijim hitom Tamo gdje je sve po mom, a na udaraljkama im se pridružio Boris Popov. Iste su se godine i razišli.
Godine 2007. Jinxi su izdali svoj povratnički album "Na zapadu", potpisavši ugovor s Dallas Recordsom. Album je doživio uspjeh i izdana su tri singla: Na čemu si ti?, Na zapadu i Pored mene.
2017. godine izdali su album "Pogrebi i pomiriši" na kojem se nalazi suradnja s Davorom Gobcem "Maradona".

## Diskografija

### Albumi
- Sextasy (1995.)
- Second Hand (1997.),
- Pompei – Ljetna Ploča Katastrofe (1999.)
- Sextasy (2000., posebno izdanje)
- Avantura Počinje (2001., isprva pod nazivom Paranormalno!)
- Retro/Best of Jinx (2002.)
- Na zapadu (2007.)
- Diksilend (2010.)
- Pogrebi & pomiriši (2017.)

### Singlovi
| Naslov                      | Godina | Plasman | Album                            |
| Naslov                      | Godina | HR      | Album                            |
| --------------------------- | ------ | ------- | -------------------------------- |
| Smijem se                   | 1997.  | 1.      | Second Hand                      |
| Ruke                        | 1999.  | 10.     | Second Hand                      |
| Koliko suza za malo sna     | 1999.  | 1.      | Pompei - Ljetna Ploča Katastrofe |
| Na plaži                    | 1999.  | 2.      | Pompei - Ljetna Ploča Katastrofe |
| By by baby by               | 2000.  | 2.      | Pompei - Ljetna Ploča Katastrofe |
| Tamo gdje je sve po mom     | 2001.  | 1.      | Avantura Počinje                 |
| Ljeto                       | 2001.  | 1.      | Avantura Počinje                 |
| Strijele na horizontu       | 2001.  | 1.      | Avantura Počinje                 |
| Avantura počinje            | 2001.  | 2.      | Avantura Počinje                 |
| Na čemu si ti               | 2007.  | 1.      | Na Zapadu                        |
| Na zapadu                   | 2007.  | 2.      | Na Zapadu                        |
| Jesmo li dobro?             | 2016.  | 2.      | Pogrebi i pomiriši               |
| Maradona (s Davorom Gobcem) | 2016.  | 6.      | Pogrebi i pomiriši               |
| Easy                        | 2017.  | 14.     | Pogrebi i pomiriši               |
| Continental blue            | 2018.  | 35.     | Pogrebi i pomiriši               |

## Nagrade
- 1998. – Radio France International, Bukurešt, najbolji novi izvođač
- Godine 2000. nominirana za nagradu Crni mačak za najbolji rock-vokal.[17]
- 2002. – Porin za hit godine
- 2011. – Porin za najbolji pop album

## Vanjske poveznice
- Službena MySpace stranica
- Službena Facebook stranica
- Jinx – Artisti — MTV Hrvatska  Arhivirana inačica izvorne stranice od 5. prosinca 2010. (Wayback Machine)